# Rhytistylus
Rhytistylus är ett släkte av insekter som beskrevs av Franz Xaver Fieber 1875. Rhytistylus ingår i familjen dvärgstritar.
Kladogram enligt Catalogue of Life och Dyntaxa:
| Rhytistylus | \| \| Rhytistylus kaloneroi \| \| \| \| \| \| Rhytistylus proceps \| \| \| \| |
|             | \| \| Rhytistylus kaloneroi \| \| \| \| \| \| Rhytistylus proceps \| \| \| \| |
|             | Rhytistylus kaloneroi                                                         |
|             |                                                                               |
|             | Rhytistylus proceps                                                           |
|             |                                                                               |